# Пор-Жером-сюр-Сен
Пор-Жером-сюр-Сен (фр. Port-Jérôme-sur-Seine) — город на севере Франции, регион Нормандия, департамент Приморская Сена, округ Гавр, центр кантона Пор-Жером-сюр-Сен. Расположен в 51 км к западу от Руана и в 37 км к востоку от Гавра, в 7 км от автомагистрали А131, на правом берегу Сены.
Население (2018) — 10 157 человек.

## История
Коммуна образована в 2016 году путем слияния четырех коммун:
- Нотр-Дам-де-Граваншон
- Обервиль-ле-Кампань
- Туфревиль-ла-Кабль
- Трикервиль

## Достопримечательности
- Церковь Нотр-Дам-де-Граваншон XII века
- Церковь Святого Иоанна Крестителя в XIII века в Трикервиле
- Руины средневекового замка и часовни Ла Фонтен-Сен-Дени
- Церковь Святого Оуэна в Туфревиль-ла-Кабле

## Экономика
На территории ассоциированной коммуны Нотр-Дам-де-Граваншон на берегу Сены находится крупная промышленная зона, включающая нефтеперерабатывающий завод компании ExxonMobil и нефтехимический завод компании Total.
Структура занятости населения:
- сельское хозяйство — 0,8 %
- промышленность — 43,0 %
- строительство — 6,4 %
- торговля, транспорт и сфера услуг — 35,4 %
- государственные и муниципальные службы — 14,4 %

Уровень безработицы (2017) — 13,5 % (Франция в целом —  13,4 %, департамент Приморская Сена — 15,3 %). 

Среднегодовой доход на 1 человека, евро (2018) — 21 600 (Франция в целом — 21 730, департамент Приморская Сена — 21 140).

## Демография
Динамика численности населения, чел.

## Администрация
Пост мэра Пор-Жером-сюр-Сен с 2016 года занимает Виржини Кароло-Лютро (Virginie Carolo-Lutrot). На муниципальных выборах 2020 года возглавляемый ею независимый список победил в 1-м туре, получив 71,41 % голосов.
| Период | Период | Фамилия              | Партия        | Примечания                                                 |
| ------ | ------ | -------------------- | ------------- | ---------------------------------------------------------- |
| 2016   |        | Виржини Кароло-Лютро | Разные правые | государственный служащий, бывший мэр Нотр-Дам-де-Граваншон |

## Города-побратимы
- Стрит, Великобритания
- Исни-им-Алльгой, Германия
- Рубано, Италия